# Salmon Arm
|                       | Jan  | Feb  | Mär  | Apr  | Mai  | Jun  | Jul  | Aug  | Sep  | Okt  | Nov  | Dez  |   |       |
| Mittl. Tagesmax. (°C) | −1,5 | 2,4  | 8,4  | 14,8 | 20   | 23,9 | 27,3 | 27,3 | 20   | 12,7 | 4    | −0,6 | ⌀ | 13,3  |
| Mittl. Tagesmin. (°C) | −7,7 | −5,1 | −2   | 1,4  | 5,9  | 9,6  | 11,3 | 11,2 | 6,8  | 2,3  | −2,1 | −6,4 | ⌀ | 2,1   |
|                       |      |      |      |      |      |      |      |      |      |      |      |      |   |       |
| Niederschlag (mm)     | 56,3 | 49,3 | 37,3 | 27   | 39,1 | 44,7 | 46,2 | 32,6 | 41,5 | 42,3 | 63,1 | 71,7 | Σ | 551,1 |

| −7,7 |

| −5,1 |

| −2 |

| 1,4 |

| 5,9 |

| 9,6 |

| 11,3 |

| 11,2 |

| 6,8 |

| 2,3 |

| −2,1 |

| −6,4 |

| −7,7 |

| −5,1 |

| −2 |

| 1,4 |

| 5,9 |

| 9,6 |

| 11,3 |

| 11,2 |

| 6,8 |

| 2,3 |

| −2,1 |

| −6,4 |

Salmon Arm ist eine kleine Stadt im südöstlichen Bereich des Interior Plateau in der kanadischen Provinz British Columbia, rund 110 Kilometer östlich von Kamloops und etwa ebensoweit nördlich von Kelowna. Die Gemeinde gehört zum Columbia-Shuswap Regional District, der hier auch seinen Hauptsitz hat. Die Stadt liegt an der Mündung des Salmon River in den südwestlichen Seitenarm des Shuswap Lake, den Salmon Arm, nach dem sie benannt ist. Sie ist die größte Gemeinde am See sowie im Bezirk und liegt im westlichen Randgebiet des Shuswap Highlands.

## Geschichte
Ursprünglich wurde das Land von den First Nations besiedelt, daher geht die Geschichte weiter zurück als die durch europäische Einwanderer dominierte Geschichtsschreibung. In der Gegend um das heutige Salmon Arm lebten und leben hauptsächlich die Secwepemc, aber auch andere First Nations.
Der „europäische“ Teil der Geschichte in dieser Region beginnt mit der Ankunft der Pelzhändler der Hudson’s Bay Company. Außer durch den Pelzhandel blieb die Region zunächst von europäischen Siedlern weitgehend unberührt. Dies änderte sich erst im späten 19. Jahrhundert.
Im September 1885 erreichten die Schienenleger der Canadian Pacific Railway die Gegend der heutigen Stadt. Mit der Eisenbahn und damit verbunden der Möglichkeit Produkte in die Städte zu transportieren wurde die Gegend für Siedler interessant. 1890 hatte sich die Ansiedlung auf 28 Einwohner entwickelt und es wurde ein Postamt eröffnet. Nur weitere fünf Jahre später hatte die Ansiedlung schon 200 Einwohner, obwohl im Jahr zuvor ein Hochwasser und ein Feuer der Ansiedlung zugesetzt hatten. Mit der offiziellen Gründung der Gemeinde 1905 setzte sich dieses Wachstum fort.

## Demographie
Der letzte Zensus im Jahr 2016 ergab für die Gemeinde eine Bevölkerungszahl von 17.706, 2011 waren es 17.464 Einwohner. Die Bevölkerung der Gemeinde hatte damit in fünf Jahren um 1,4 % zugenommen, während die Bevölkerung der gesamten Provinz British Columbia im gleichen Zeitraum um 5,6 % anwuchs. Im Fünfjahreszeitraum davor, von 2006 bis 2011, lag das Bevölkerungswachstum mit 9,1 % noch über dem Trend in der Provinz (7,0 % Zunahme). 2011 lag das Durchschnittsalter bei 48,3 Jahren in der Gemeinde, in der gesamten Provinz bei 41,9 Jahren. 2016 war der Unterschied im Verhältnis mit durchschnittlich 47,0 Jahren in Salmon Arm gegenüber 42,3 Jahren in British Columbia weniger groß.

## Bildung
Salmon Arm gehört zu School District #83 North Okanagan-Shuswap. In der kleinen Gemeinde finden sich mehrere Schulen, dazugehören sechs elementary school, eine middle school und eine secondary school. Weiterhin findet sich in der Stadt ein Campus des Okanagan College, welches seinen Hauptsitz in Kelowna hat.

## Politik
Die Zuerkennung der kommunalen Selbstverwaltung für die Ansiedlung erfolgte am 15. Mai 1905 (incorporated als District Municipality). Im Laufe der Zeit änderte sich der Status der Ansiedlung mehrfach und seit dem 14. Mai 2005 hat die Gemeinde den Status einer Stadt (City).
Bürgermeister der Gemeinde ist, seit der Wiederwahl im Jahr 2022, Alan Harrison. Zusammen mit sechs weiteren Bürgern bildet er für vier Jahre den Rat (council) der Stadt.

## Wirtschaft
2006 waren, hinsichtlich der Anzahl der Beschäftigten, die wichtigsten Wirtschaftszweige: das herstellende Gewerbe, der Handel, der Bereich Gesundheit und Soziales und die Wirtschaftszweige im Zusammenhang mit Tourismus.
Das Durchschnittseinkommen (Median Income) der Beschäftigten aus Salmon Arm lag im Jahr 2005 bei durchschnittlichen 22.911 C $, während es zur selben Zeit im Durchschnitt der gesamten Provinz British Columbia 24.867 C $ betrug. Der Einkommensunterschied zwischen Männern (30.264 C $) und Frauen (17.687 C $) liegt in Salmon Arm etwa im Provinzdurchschnitt (ø - Männer = 31.598 C $, ø - Frauen = 19.997 C $).

## Klima
Durchschnittlich fällt 551,1 mm Niederschlag pro Jahr. Der April ist dabei der trockenste und der Dezember der feuchteste Monat des Jahres. Allerdings ragt nur der Dezember aus einer ansonsten relativ gleichmäßigen Verteilung der Niederschläge heraus. Im Juli und August schwankt die Durchschnittstemperatur in der Regel zwischen 11 und 27 °C, im Dezember und Januar zwischen -1 und -7 °C. Die höchste gemessene Temperatur der letzten Jahrzehnte betrug 40,0 °C und die niedrigste -36,7 °C.

## Verkehr
Salmon Arm ist verkehrstechnisch relativ gut angebunden. Die Stadt liegt zum einen am Trans-Canada Highway (Highway 1), als Ost-West-Verbindung und zum anderen mündet nahe der Ortschaft der Highway 97B, als Nord-Süd-Verbindung, in den Trans-Canada Highway.
Etwa 2,5 Kilometer südöstlich der Stadt befindet sich der örtliche Flugplatz (IATA-Code: YSN, ICAO-Code: CZAM, Transport Canada Identifier: -). Der Flugplatz hat dabei nur eine asphaltierte Start- und Landebahn von 1.299 Meter Länge.
Ebenfalls ist die Stadt an das Eisenbahnnetz angeschlossen. Durch die Gemeinde verläuft eine Strecke der Canadian Pacific Railway. In Salmon Arm halten jedoch keine Personenzüge. Der Rocky Mountaineer passiert die Gemeinde ohne Halt.
Öffentlicher Personennahverkehr wird mit acht Buslinien durch das „Shuswap Regional Transit System“ angeboten, welches von BC Transit in Kooperation betrieben wird. Das System bietet neben den fünf örtlichen Verbindungen auch Regionalverbindungen nach Eagle Bay, Enderby und Sorrento.

## Trivia
In Kanada erreichte die Gemeinde durch einen Vorfall im August 1982 Bekanntheit. Der damals amtierende Premierminister von Kanada Pierre Trudeau wurde auf einer Reise von drei unzufriedenen Demonstranten bedrängt und bot ihnen vor einer laufenden Kamera den „Ein-Finger-Gruss“ dar. Dieser Gruß wurde in Kanada auch als Salmon Arm Salute bekannt.